# Pholiota squarrosa
Pholiota squarrosa là một loài nấm trong họ Strophariaceae. Loài nấm này phổ biến ở Bắc Mỹ và châu Âu, và thường là một loài sống ký sinh cơ hội, mọc trên nhiều cây chủ khác nhau trong các cây rụng lá và cũng mọc trên cây thông, cây đã chết, hút chất dinh dưỡng từ gỗ mục. Loài nấm này thường mọc thành chùm ở cây hoặc gốc cây. Mũ nấm gốc nấm được bao phủ trong các vảy nhọn chĩa xuống dưới và ngược. Mang nấm màu hơi vàng, sau đó chuyển sang màu nâu rỉ. Loài nấm có mùi tùy thuộc vào người mô tả, đã được mô tả là giống như tỏi, chanh, củ cải, hành tây, hoặc chồn hôi. Nó có một hương vị mạnh mẽ, giống như củ cải. Từng được cho là loài nấm ăn được, loài này hiện đang được xem và được biết đến là độc, đặc biệt là nếu sử dụng kết hợp với rượu. Loài nấm này có chứa hóa chất độc đáo được người ta cho là để giúp nó lây nhiễm sang cây cối bằng cách trung hòa phản ứng phòng thủ sử dụng bởi chúng.

## Phân loài
Loài này được mô tả lần đầu với danh pháp Agaricus squarrosus vào năm 1790 bởi George Christian Edler von Oldenburg Oeder, và sau này được đặt tên không được phê chuẩn theo danh pháp này bởi Elias Magnus Fries trong tác phẩm năm 1821 của ông có tựa Systema Mycologicum.
 Loài này đã được chuyển sang chi Pholiota bởi Paul Kummer người Đức. Nó là loài điển hình của chi Pholiota.